# グアルディアレージャ
グアルディアレージャ（イタリア語: Guardiaregia）は、イタリア共和国モリーゼ州カンポバッソ県にある、人口約800人の基礎自治体（コムーネ）。

## 地理

### 位置・広がり

#### 隣接コムーネ
隣接するコムーネは以下の通り。括弧内のBNはベネヴェント県、CEはカゼルタ県所属を示す。
- カンポキアーロ
- クザーノ・ムトリ (BN)
- ピエディモンテ・マテーゼ (CE)
- ピエトラローヤ (BN)
- サン・ジュリアーノ・デル・サンニオ
- セピーノ
- ヴィンキアトゥーロ